# Селце (община Тетово)
Вижте пояснителната страница за други значения на Селце.
Селце (на македонска литературна норма: Селце; на албански: Sellca, Селца) е село в Северна Македония, в община Тетово.

## География
Селото е разположено в областта Долни Полог, в източните склонове на Шар в долината на Шарската река.

## История
В края на XIX век Селце е албанско село в Тетовска каза на Османската империя. Според статистиката на Васил Кънчов („Македония. Етнография и статистика“) от 1900 година Селце е село, населявано от 500 жители арнаути мохамедани.
Според Афанасий Селишчев в 1929 година Селце е село в Селечка община с център Шипковица и има 144 къщи със 760 жители албанци.
Според преброяването от 2002 година селото има 2538 жители.
| Националност     | Всичко |
| северномакедонци | 1      |
| албанци          | 2521   |
| турци            | 0      |
| роми             | 0      |
| власи            | 0      |
| сърби            | 0      |
| бошняци          | 0      |
| други            | 16     |

В селото има мемориал на Армията за национално освобождение